# جون ميليه
جون جيلي ميليه (بالإنجليزية: John Guille Millais)‏ جون جيلي «جوني» ميليه (24 مارس 1931- 24 مارس 1865). ولد في عناة لودج، بيرث، برثشير، اسكتلندا, وتوفي في هورشام، غرب ساسكس، إنجلترا, فنان بريطاني، عالم الطبيعة، وبستاني وكاتب مسافر حيث تخصص في الحياة البرية وفن تصوير الزهور - سافر على نطاق واسع في جميع أنحاء العالم في أواخر الفترة الفيكتورية, كتب تفاصيل الحياة البرية في كثير من الأحيان للمرة الأولى. واشار إلى ان الرسوم التوضيحية هي من الطبيعة الدقيقة للغاية.
في 1880s/90s استكشف كندا ونيوفاوندلاند , وساعد في رسم خريطة العشوائيات في ألاسكا.
في عام 1903 شارك ميليه في تأسيس جمعية للحفاظ على الحيوانات البرية في الإمبراطورية (SPWFE).
مترجم من John Guille Millais